# Цинхай-Тибетска железница
Цинхай-Тибетската железница (на традиционен китайски: 青藏鐵路, на опростен китайски: 青藏铁路, на пинин: Qīngzàng Tiělù; на тибетски: མཚོ་བོད་ལྕགས་ལམ།) е високопланинска железопътна линия, свързваща Синин, провинция Цинхай, с Лхаса, Тибетския регион в КНР.
Общата дължина на железопътната линия е 1956 km. Първият участък Синин – Голмуд с дължина 814 km е пуснат в експлоатация през 1984 година. Вторият по-труден участък Голмуд – Лхаса с дължина 1142 km е построен в периода 2001 – 2006 година. Открит е на 1 юли 2006 от председателя на Китайската народна република Ху Дзинтао, когато отпътуват първите два пътническа влака по жп линията – Цин 1 (Q1) от Голмуд до Лхаса и Цан 2 (J2) от Лхаса до Голмуд. Железницата е първата, която свързва автономния тибетски регион с вътрешността на Китай. До 2006 Тибетският автономен регион е единственият, който няма жп връзка с останалата част на страната поради изключително трудния и пресечен терен, а така също и подари високата му средна надморска височина от 4000 m. По линията се движат директни влакове до Лхаса от главните китайски градове като Пекин, Чънду, Чунцин, Синин и Ланджоу и Шанхай.
Цинхай-тибетската железница е най-високата железопътна линия в света и една от най-трудните за изграждане, изискваща дълги участъци от повдигнати коловози върху нестабилна вечнозамръзнала земя, много мостове и тунели. В изграждането ѝ взимат участие около 20 000 души, като в някои от много високите участъци се е работило дори с кислородни маски. Линията минава през прохода Тангула на 5072 m надморска височина и е най-високият участък от железопътна линия в света. Дългият 1338 m тунела Фънхуошан е най-високият железопътен тунел в света. Намира се на 4905 m надморска височина. 3345-метровият тунел Янбадзин е най-дългият по линията. Намира се на 4264 m надморска височина и на около 80 km северозападно от столицата на тибетския регион Лхаса. Линията Голмуд – Лхаса е дълга над 1142 km, като повече от 80% от нея е построена на над 4000 m надморска височина. Повече от половината от този участък (550 km) е построен върху вечна замръзналост (температурата, на която от 2 години до хилядолетия не е надхвърляла 0 °C). За стабилността на замръзналата земя има изградени охладителни системи. По тази отсечка има общо 675 моста с обща дължина 159,88 km. Вагоните на влака са с изкуствено налягане и с кислородни запаси.